# ۱۱۲۰ (خورشیدی)
۱۱۲۰ هزار و صد و بیستمین سال هجری خورشیدی است.